# The Theatre
The Theatre var en teater i Shoreditch (nuvarande Hackney) i London i England mellan 1576 och 1597. Den är känd som den första teaterbyggnaden i England. 
Teatern byggdes år 1576 för att ersätta Red Lion, ett hus som 1567 hade börjat användas som teater men som inte var byggt för det och inte ansågs passa för syftet. Vid denna tid hade kringresande professionella teatersällskap började uppträda i England. De uppträdde tillfälligt i provisoriska byggnader och Red Lion hade varit en sådan byggnad. 
Teatern uppfördes av teaterdirektören James Burbage i närheten av hans hem. Det uppfördes utanför det dåtida Londons stadsgränser, eftersom London bannlyst teatern innanför stadens gränser 1572. 
The Theatre blev den första teaterbyggnaden som uppfördes i England sedan romartiden; Curtain Theatre uppfördes året därpå. Den byggdes just för syftet att uppföra teater, och användes som en permanent teater och inte som provisorisk tillfällig lokal. Det blev Englands första framgångsrika teater. En rad av Tudortidens mest uppmärksammade teatersällskap uppträdde på teatern, bland dem Leicester's Men 1576, Admiral's Men under 1580-talet och Lord Chamberlain's Men 1594-1597. 
The Theatre revs och dess timmer användes för att bygga dess ersättare: Globe Theatre på Bankside.